# Municipio de Burdette (Arkansas)
El municipio de Burdette (en inglés: Burdette Township) es un municipio ubicado en el condado de Misisipi en el estado estadounidense de Arkansas. En el año 2010 tenía una población de 302 habitantes y una densidad poblacional de 5,92 personas por km².

## Geografía
El municipio de Burdette se encuentra ubicado en las coordenadas 35°48′33″N 89°57′24″O / 35.80917, -89.95667. Según la Oficina del Censo de los Estados Unidos, el municipio tiene una superficie total de 50.99 km², de la cual 50,99 km² corresponden a tierra firme y (0 %) 0 km² es agua.

## Demografía
Según el censo de 2010, había 302 personas residiendo en el municipio de Burdette. La densidad de población era de 5,92 hab./km². De los 302 habitantes, el municipio de Burdette estaba compuesto por el 76,16 % blancos, el 17,88 % eran afroamericanos, el 4,3 % eran de otras razas y el 1,66 % eran de una mezcla de razas. Del total de la población el 9,27 % eran hispanos o latinos de cualquier raza.